# أنطون ميدان
أنطون ميدان (10 أكتوبر 1957 - 15 مارس 2021) كان رجل أعمال قمار إندونيسي اعتنق الإسلام وأصبح خطيبًا في عام 1992. وأسس لاحقًا مسجد جامع تان هوك ليانغ في بوندوك راجيج سيبينونج بوجور. قبل اعتناقه الإسلام، نشأ وسط السياسة المظلمة في إندونيسيا. كان ذلك خلال حكم النظام الجديد لسوهارتو عندما تم استخدام رجال العصابات في السياسة والأعمال والوكالات الحكومية.
في عام 1998 تم استخدام أنطون ميدان ككبش فداء لتنسيق أعمال الشغب في جاكرتا، وبعد ذلك تم إسقاط الادعاء بهدوء. تحولت أعمال الشغب التي كانت في البداية مظاهرة طلابية للاحتجاج على الرئيس الإندونيسي سوهارتو، إلى مظاهرة مناهضة للصين في العاصمة جاكرتا. كان أنطون ميدان من أصل صيني، لكنه نزل إلى الشارع وانضم إلى أعمال الشغب ليثبت أنه كان مخلصًا للشعب لكنه أصبح هو نفسه هدفًا. في الاضطرابات السياسية لعام 1998 أفيد أيضًا أن برابوو سوبيانتو صهر سوهارتو وقائد كوباسوس، والقوات الخاصة الإندونيسية قد جند أنطون ميدان وتلاعب به لكسب مؤيدين متشددين.
أثناء التحقيق في أعمال الشغب عام 1998 نفى أنطون ميدان الاتهام بأنه متورط بنشاط وراء الكواليس، على الرغم من أنه اعترف بأنه كان وسط الغوغاء. لكنه رفض الإدلاء بشهادته إلا إذا أعادت الهيئة الوطنية لحقوق الإنسان اعتبار اسمه أولاً.